# Leonid Sobolev

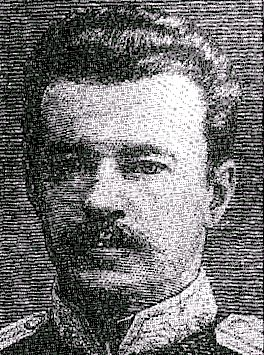
Leonid Sobolev

Leonid Nikolajevitj Sobolev (ryska: Леонид Николаевич Соболев), född 9 juni 1844 i byn Kapstov, distriktet Mesjtjovsk, guvernementet Kaluga, död 13 oktober 1913, var en rysk general.
Under krisen i Bulgarien efter furst Alexanders statskupp 1881, då partistriden fortsatte med oförminskad kraft, utnämndes Sobolev i juli 1882 till ministerpresident med sin landsman Aleksandr Kaulbars som krigsminister. De båda ryssarna utnyttjade hänsynslöst sin maktställning, kom efterhand i öppen konflikt med Alexander och förefaller även ha arbetat för hans avlägsnande. De avvisade furstens krav på deras avgång och inlät sig i stämplingar mot honom med den bulgariska oppositionen. Slutligen skedde dock en överenskommelse bakom deras rygg mellan Alexander och de olika partierna, i överensstämmelse varmed fursten på sobranjens begäran den 19 september 1883 proklamerade Tărnovo-författningens återställande. De ryska generalerna avgick då i förbittring och återvände till Ryssland, varefter en koalitionsministär under Dragan Tsankov bildades. 